# Marina Azjabina
Marina Edvardovna Azjabina (rusko Марина Эдуардовна Азябина), ruska atletinja, * 15. junij 1963, Iževsk, Sovjetska zveza.
Nastopila je na poletnih olimpijskih igrah leta 1992, ko se je uvrstila v polfinale teka na 100 m z ovirami. Na svetovnih prvenstvih je osvojila srebrno medaljo v isti disciplini leta 1993. 